# Васильева-Абрамович, Анна Анатольевна
Анна Анатольевна Васильева-Абрамович (род. 26 сентября 1991, Москва) — российская актриса и каскадёр.

## Биография
Родилась 26 сентября 1991 года в Москве. С 4 лет обучалась мастерству в Театре клоунады Терезы Дуровой. Также занималась акробатикой, гимнастикой, парашютным спортом (выполнила более 100 прыжков), мотокроссом, скалолазанием, верховой ездой и джигитовкой. В 11 лет снялась в рекламе одежды «Глория Джинс». В 16 лет начала работать каскадёром, многие трюки выполняет сама и сегодня. Владеет навыками стрельбы из разных видов огнестрельного оружия. В 2021 году была в числе 20 претенденток, отобранных комиссией Роскосмоса на главную роль в фильме «Вызов».
После окончания средней школы поступила в Российский государственный гуманитарный университет на факультет медицинской и клинической психологии. Является практикующим психологом. В 2016 году окончила школу драмы Германа Сидакова.
Первой главной ролью стала Маша (Умка) в сериале «Геймеры», вышедшем в 2012 году. По мнению журналиста сайта «КиноРулит», «Анна Васильева прекрасно справилась с ролью, её персонаж достаточно сильно похож на Миллу Йовович в пятой части „Обители зла“. Она спасает душу и заставляет биться сердце».
В 2016 году Васильева сыграла главную роль в сериале «Забудь и вспомни». Обозреватель журнала «TV Mag» отметил, что «Анне Васильевой досталась интересная и сложная роль в фильме, по сути, ей пришлось соединить в одной роли несколько образов. Действие фильма затрагивает семилетний период, за который главные герои сильно меняются психологически и внешне».
В 2016 году сыграла одну из главных ролей в фильме «Диггеры». Издание «AG» писало: «Особой похвалы со стороны экспертов заслужила исполнительница главной роли Даши — Анна Васильева. Российская актриса соединила в образе своей героини черты Эллен Рипли из серии „Чужой“ и Анжелы из „Репортажа“». В процессе съёмок в одной из сцен Васильева сама выполнила трюк падения с девятиметровой высоты.
В 2017 году за главную роль в фильме «Сложные желания простого человека» получила премию 37-го международного фестиваля ВГИК в номинации «Лучшее исполнение женской роли».
Исполнила главные роли в сериалах «Гордиев узел», «Лабиринты судьбы», «Саша+Даша+Глаша», «Тёща-командир», «Ждите неожиданного», «Птичка певчая», «Неродная», «Садовница», «Вспомнить себя», «Мой любимый враг», «Не бойся»; в фильмах «Бумажные цветы», «Котов обижать не рекомендуется», «Помощница». Исполняла повторяющиеся роли в сериалах «Склифосовский», «Молодёжка», «Воронины», «Динозавр» и других.
С 2020 года играет главную роль в сериале «Улики из прошлого».
В 2021 году стала лауреатом XI Российского международного кинофестиваля остросюжетного кино и хоррор фильмов «Капля» в номинации «За вклад в развитие остросюжетного кино в России».

## Личная жизнь
В 2019 году вышла замуж за белорусского актёра Эрика Абрамовича.

## Фильмография
- 2010 — Невидимки — в эпизоде
- 2011 — Игра — Катя
- 2012 — Геймеры — Маша «Умка»
- 2013 — Земский доктор. Возвращение — Ия
- 2013 — На крыльях — Полина Потапова
- 2013 — Первая любовь
- 2014—2015 — Склифосовский — Маша, любовница Павлова (3—4 сезоны)
- 2014 — Гордиев узел — Женя Полищук
- 2014 — Лабиринты судьбы — Света Тимофеева
- 2014 — Отец Матвей — Марина
- 2014 — Память сердца — Даша
- 2014 — Практика — Раиса
- 2015 — Красная королева — Надя, художник-модельер
- 2015 — Медсестра — Вера, наркоманка
- 2015 — Саша+Даша+Глаша — Глаша Хлопецкая
- 2015 — Тайна кумира — переводчица
- 2016 — Бумажные цветы — Лика Бородина
- 2016 — Диггеры — Даша
- 2016 — Забудь и вспомни — Наташа Савельева / Катя Сивко
- 2016 — Пастбище
- 2016 — Тёща-командир — Галя
- 2016 — Учитель в законе. Схватка — Ксения, дочь Трубникова
- 2016—2017 — Молодёжка — Полина Андреевна Григорьева, девушка Андрея Кисляка (4—5 сезоны)
- 2016—2019 — Воронины — Катя Пашаева, жена Паши (18-19, 21, 23 сезоны)
- 2017 — Ждите неожиданного — Таша
- 2017 — Птичка певчая — Оля в молодости
- 2017 — Сложные желания простого человека — Лера
- 2017 — Форс-мажор — Надя
- 2017 — Спойлер
- 2018—2021 — Динозавр — Полина Христофорова
- 2018 — Котов обижать не рекомендуется — Света Морозова
- 2018 — Неродная — Женя Мухина
- 2018 — Помощница — Таня
- 2018 — Практика-2 — Раиса
- 2018 — Света с того света
- 2019 — Садовница — Наташа
- 2020 — Братья по крови-2 — Кристина, судмедэксперт
- 2020 — Вспомнить себя — Катя
- 2020 — Мой любимый враг — Кира Суворова
- 2020—2021 — Не бойся — оператор колл-центра
- 2020—2021 — Улики из прошлого — Людмила Дайнека
- 2023 — Крутые меры — Лера